# نظرية الحرب العادلة

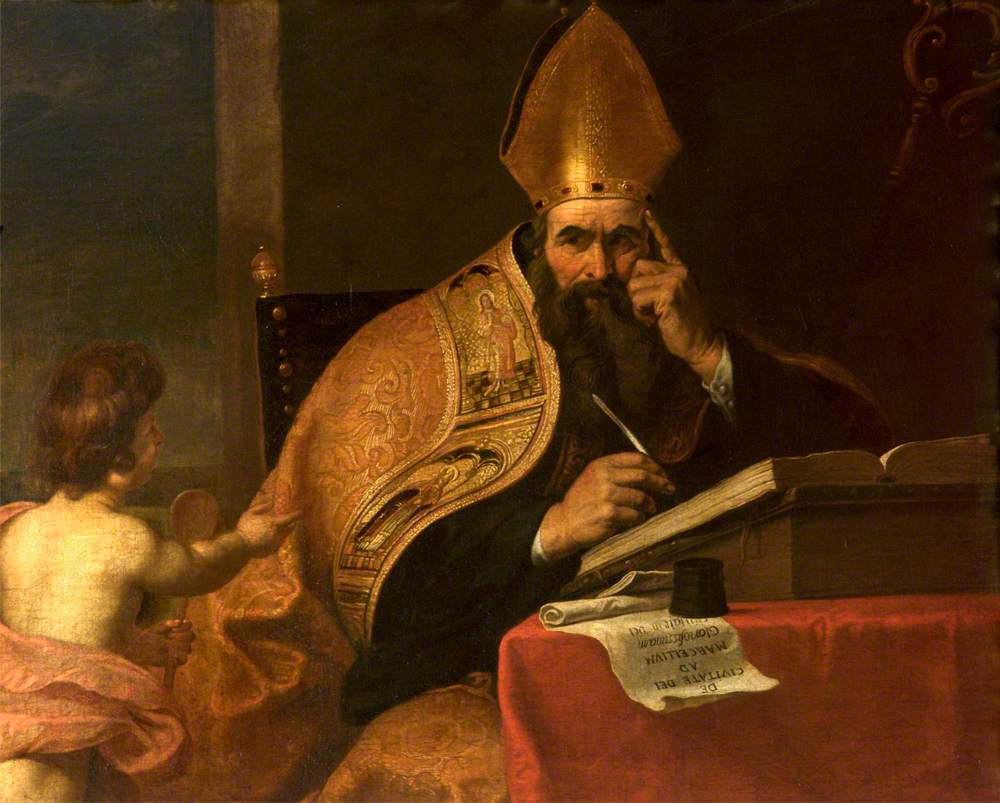
كان القديس أوغسطين أول من ذكر نظرية الحرب العادلة.

نظرية الحرب العادلة، ويشار إليها أيضًا بصفتها تقليدًا، مذهب في الأخلاقيات العسكرية يدرسه القادة العسكريون واللاهوتيون والمختصون بعلم الأخلاق وصنّاع القرار السياسي. غاية المذهب هي ضمان أن حربًا ما مبررة أخلاقيًا عبر سلسلة من المعايير التي ينبغي مطابقتها كلها لتُعتبر الحرب عادلة. تنقسم المعايير إلى مجموعتين: «الحق في شن الحرب»، و«السلوك السليم في الحرب». تتعلق المجموعة الأولى من المعايير بالسلوك الأخلاقي ضمن الحرب. قامت دعوات لإدراج فئة ثالثة لنظرية الحرب العادلة تتناول أخلاقيات التسوية وإعادة الإعمار بعد الحرب. تفترض نظرية الحرب العادلة الاعتقاد أن الحرب، في حين أنها مريعة لكنّ ترويعها أخف إذا ما اتُبع السلوك العادل، ليست دائمًا الخيار الأسوأ. قد تبرر المسؤوليات المهمة، أو النتائج غير المرغوب فيها، أو الفظائع التي يمكن منعها، الحرب. قد يميل معارضو نظرية الحرب العادلة إلى معيار سلاميّ أكثر صرامة (والذي يقترح أنه لم يكُن ثمة أسس مبررة للحرب قط ولن يكون أبدًا) أو قد يميلون إلى معيار قومي أكثر تساهلًا (والذي يقترح أن الحرب في حاجة إلى خدمة مصالح الأمة لتكون مبررة). في كثير من الحالات، يقول الفلاسفة إنه لا يجب على الأفراد أن يؤرقهم ضمير مذنب إذا ما كُلفوا بالقتال. يجلّ بعض الفلاسفة فضائل الجندي بينما يعلنون مخاوفهم من الحرب نفسها. يجادلُ البعض، مثل روسو، لصالح التمرد ضد الحكم القمعي.
يتعامل الجانب التاريخي، أو «تقليد الحرب العادلة»، مع المجموعة التاريخية من القواعد أو الاتفاقيات التي طُبقت في مختلف الحروب عبر العصور. يبحث تقليد الحرب العادلة أيضًا في كتابات مختلف الفلاسفة والمحامين عبر التاريخ، ويتفحّص كلًا من رؤاهم الفلسفية للحدود الأخلاقية للحرب وما إذا كانت أفكارهم قد ساهمت في مجموعة الاتفاقيات التي تطورت لتوجيه الحرب والصراع.

## أصولها

### مصر القديمة
وجدت دراسة أُجريت عام 2017 أن تقليد الحرب العادلة يمكن تتبعه إلى زمن مصر القديمة. كانت أخلاقيات الحرب المصرية تتمحور عادةً حول ثلاث أفكار رئيسة، وتتضمن هذه الأفكار الدور الكوني لمصر، والفرعون بصفته منصبًا إلهيًا ومنفذًا لإرادة الآلهة، وتفوّق الدولة والشعب المصريين على كل الدول والشعوب الأخرى. رأى اللاهوت السياسي المصري أن الفرعون يتمتع بالشرعية الحصرية في شن حرب عادلة، وعادة ما يزعم أنه ينفذ إرادة الآلهة. زعم سنوسرت الأول من الأسرة المصرية الثانية عشرة قائلًا «رُبيت لأكون غازيًا... ابنه (ابن أتوم) وحاميه، ولقد منحني لأغزو ما غزاه». اعتبر الفراعنة اللاحقون أيضًا أن بنوّتهم للإله أمون رع تمنحهم القدرة المطلقة على إعلان الحرب بالنيابة عن الإله. غالبًا ما كان الفراعنة يزورون المعابد قبل بدء الحملات، حيث اعتُقد أن الفراعنة كانوا يتلقون أوامرهم من الآلهة. لذا، على سبيل المثال، ادعى كامس قائلًا: «زحفتُ شمالًا لأنني كنتُ قويًا (بالحد الكافي) لأهاجم الآسيويين بموجب أمر آمون، المستشار العادل». نصب تحتمس الثالث مسلة عند معبد آمون في الكرنك «تقدم بيانًا لا لبس فيه عن التفويض الإلهي للفرعون لشن حرب على أعدائه». مع تقدم فترة المملكة الجديدة وازدياد الطموح الإقليمي لمصر، ساهم التذرع بالحرب العادلة في تبرير هذه المساعي. كان المبدأ العالمي لماعت، والذي يمثل النظام والعدالة، محوريًا في الفكرة المصرية عن الحرب العادلة وقدرتها على ضمان عدم وجود حدود افتراضيًا لما يمكن لمصر أخذه، أو فعله، أو استخدامه لضمان طموحات الدولة.

### الكونفوشية
أنتجت الفلسفة الصينية مجموعة هائلة من الأعمال المتعلقة بالحرب، معظمها في خلال حكم أسرة زو، ولا سيما في حقبة الممالك المتحاربة. لم تُبرر الحرب إلا باعتبارها الملاذ الأخير وعلى يد الحاكم شرعي حصرًا، ومع ذلك، كان التشكيك في قرار الإمبراطور فيما يتعلق بضرورة العمل العسكري ممنوعًا. كان نجاح الحملة العسكرية دليلًا كافيًا على أن الحملة نزيهة.
رغم أن اليابان لم تطور مذهبها الخاص فيما يتعلق بالحرب العادلة، استمدت بين القرنين الخامس والسابع الكثير من الفلسفة الصينية، ولا سيما الآراء الكونفوشية. باعتباره جزءًا من الحملة اليابانية للاستيلاء على جزيرة هونشو الشمالية الشرقية، صُور العمل العسكري الياباني على أنه سعي «لترويض» شعب الإيميشي الذين شُبهوا «بقطاع الطرق» و«جراء ذئاب متوحشة القلب» واتهموا بالإغارة على أراضي اليابان الحدودية.

### الهند
تقدم الملحمة الهندوسية الهندية، المهابهارتا، أول مناقشة مكتوبة «للحرب العادلة» (دارما يودها، أو «الحرب النزيهة». وفيها، يسأل واحد من الأخوة الخمسة الحاكمين (الباندافا) إذا ما كان من الممكن تبرير المعاناة التي تسببها الحرب أبدًا. يتلو ذلك نقاش طويل بين الأخوة، مؤسسًا معاييرًا أشبه بالتكافؤ (لا يمكن للعربات مهاجمة الخيالة، بل تهاجم العربات الأخرى فقط، ولا هجوم على الناس المنكوبين)، والسبب العادل (لا هجوم بدافع الغضب)، والمعاملة العادلة للأسرى والمجروحين. الحرب في المهابهارتا مسبوقة بسياق يطور «السبب العادل» للحرب بما فيها مساعي اللحظات الأخيرة لتسوية الاختلافات من أجل تلافي الحرب. عند بداية الحرب، يقوم نقاش يخص «السلوك العادل» الملائم لسياق الحرب.
في السيخية، يصف مصطلح دارمايودها حربًا تُشن لأسباب عادلة أو نزيهة أو دينية، ولا سيما دفاع المرء عن معتقداته. رغم أن بعض الوصايا الأساسية في الديانة السيخية يُفهم أنها تشدد على السلم واللاعنف، وبخاصة قبل إعدام الغورو أرجان على يد الإمبراطور المغولي جهانكير في عام 1606، قد تُبرر القوة العسكرية إذا ما استُنزفت كل الوسائل السلمية لتسوية خلاف، ما ينتج عنه دارمايودها.

### اليونان وروما القديمتان
نشأت فكرة الحرب العادلة في أوروبا وتطورت في البدء في اليونان القديمة ثم في الإمبراطورية الرومانية.
كان أرسطو أول من طرحوا المفهوم والمصطلح في العالم الهلنستي حيث كانت الحرب الملاذ الأخير وتتطلب سلوكًا لا يجعل استعادة السلام مستحيلة. يجادل أرسطو في أن إنماء الجيش أمر ضروري وجيد لأهداف الدفاع عن النفس، لا الغزو: «ليست الغاية الملائمة لممارسة التدريب العسكري أن يستعبد رجالٌ رجالًا لا يتسحقون الاستعباد، بل أن يتجنبوا أنفسهم استعباد الآخرين لهم». (السياسة، الكتاب السابع).
في روما القديمة، قد يتضمن «السبب العادل» للحرب ضرورة ردع غزو، أو الانتقام لعملية سلب أو خرق معاهدة. كان احتمال كون الحرب نيفاس («خاطئة أو محرمة») حاضرًا دائمًا، وكانت تجازف بالتلوث الديني والنقمة الإلهية. بالتالي كانت «الحرب العادلة» تتطلب إعلانًا مُطقّسًا يجريه الكهنة الأعلون. بوجه أعمّ، كانت اتفاقيات الحرب وإبرام المعاهدات جزءًا من «قانون الأمم»، الالتزامات الأخلاقية العرفية التي تُعتبر فطرية وعالمية للبشر. يوجد التفسير الجوهري لنظرية الحرب العادلة في العالم القديمة في كتاب شيشرون عن الواجبات، الكتاب الأول، الأقسام 1:11:33 و 1:13:14. رغم أنه من المعروف أن يوليوس قيصر لم يتبع هذه الضروريات في كثير من الأحيان.